# Miodownik melisowaty
Miodownik melisowaty (Melittis melissophyllum L.) – gatunek rośliny z rodziny jasnotowatych. Jest jedynym gatunkiem należącym do monotypowego rodzaju miodownik (Melittis). Występuje w południowej i centralnej Europie. W Polsce przebiega północna granica zasięgu występowania miodownika w Europie.

## Morfologia

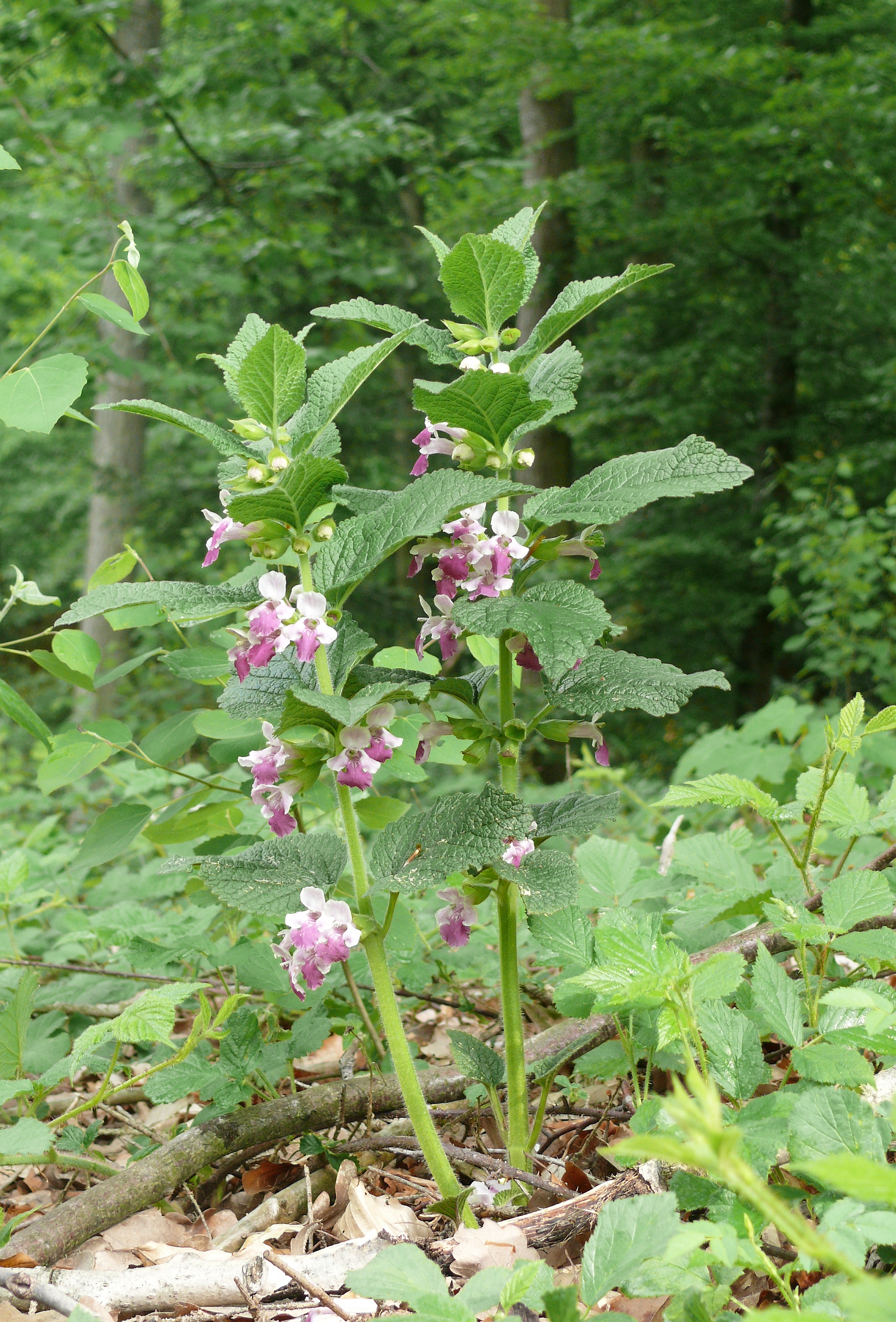
Pokrój

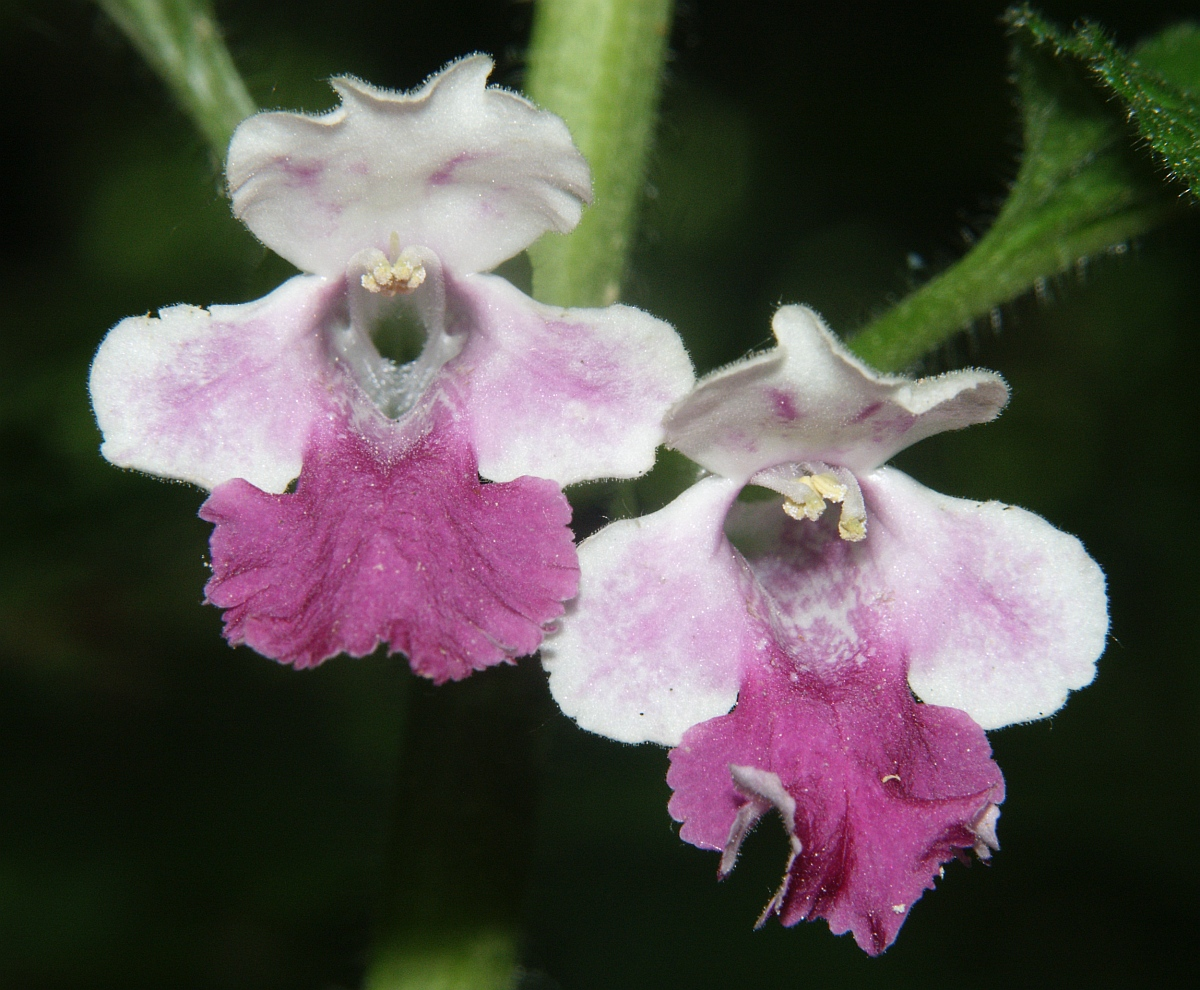
Kwiaty

PokrójRoślina zielna, dorasta do 30–50 (70) cm wysokości, owłosiona, silnie aromatyczna.
ŁodygaWzniesiona, czterokanciasta, nierozgałęziona, ulistniona.
LiścieUlistnienie naprzeciwległe. Liście jajowate, zaostrzone, brzegiem karbowane. Ziele ma zapach marzanki wonnej.
KwiatyWargowe, duże, białe, białoróżowe, różowe lub pstrokate, zebrane po kilka w kątach górnych liści, silnie pachnące cytrynowo.

## Biologia i ekologia
Bylina, hemikryptofit. Kwitnie od maja do lipca. Rozproszony na niżu i w niższych położeniach górskich, rzadki. Rośnie w widnych lasach liściastych i zaroślach.  W klasyfikacji zbiorowisk roślinnych gatunek charakterystyczny dla O. Quercetalia pubescenti-petraeae. Oprócz ciepłolubnych lasów dębowych rośnie także w ciepłolubnych buczynach oraz cieplejszych grądach. 

## Zagrożenia i ochrona
Na obszarze Polski gatunek jest objęty ochroną od 2001 roku. W latach 2001–2004 podlegał ochronie częściowej, następnie w latach 2004–2014 ochronie ścisłej, a od 2014 roku ponownie objęty został częściową ochroną gatunkową. Lokalnie zagrożenie może stanowić zmniejszanie się powierzchni naturalnych lasów liściastych oraz gospodarka leśna. Część stanowisk miodownika znajduje się na terenach parków narodowych: białowieskiego, pienińskiego i ojcowskiego.

## Systematyka i zmienność
Synonimy: Melittis grandiflora Sm. em. Soó, Melittis hispanica Klokov, Melittis kerneriana Klokov, Melissophyllum silvaticum St-Lager, Melissa sylvestris Lam.
Wyróżnia się trzy podgatunki:
- Melittis melissophyllum subsp. albida (Guss.) P.W. Ball
- Melittis melissophyllum subsp. carpatica (Klokov) P.W. Ball
- Melittis melissophyllum subsp. melissophyllum

## Zastosowanie
Uprawiana jako roślina ozdobna, używana również w medycynie ludowej; wymieniona w najstarszej zachowanej polskiej książce kucharskiej, XVII-wiecznym Compendium ferculorum Stanisława Czernieckiego w sekcji potrzeby domowe.